# Waterworks Waterfalls
Die Waterworks Waterfalls sind ein Wasserfall im Gebiet der Ortschaft Ngāruawāhia nordwestlich von Hamilton in der Region Waikato auf der Nordinsel Neuseelands. In der Hakarimata Range westlich des Ortszentrums liegt er im Lauf des Mangarata Stream. Seine Fallhöhe über mehrere Kaskaden beträgt 5 Meter.
Von einem Parkplatz an der Brownlee Avenue in Ngāruawāhia führt der Waterworks Walk in rund 30 Gehminuten zum Wasserfall.